# عملیات شناسایی

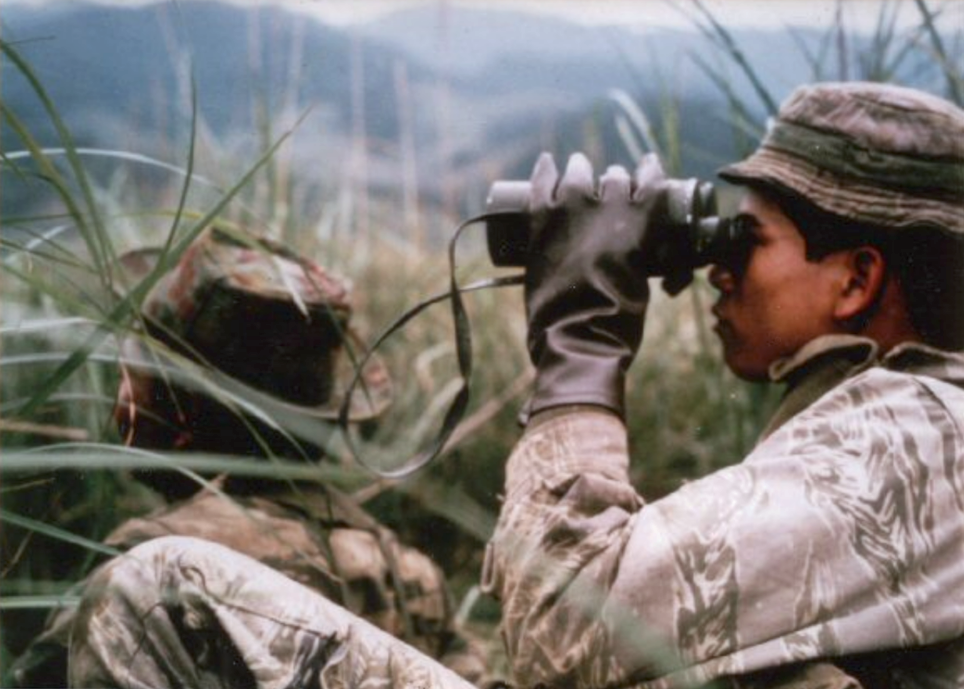
نمایی از دو پیشاهنگ ارتش ایالات متحده در عملیات شناسایی منطقهٔ مونتاگنارد، استان کوانگ تری، ویتنام - ۵ مارس ۱۹۶۸

عملیات شناسایی، به عملیات‌هایی گفته می‌شود که برای بدست آوردن اطلاعاتی از دشمن انجام می‌شود. این اطلاعات معمولاً سری هستند. این اطلاعات شامل مختصات جغرافیایی پایگاهای دشمن، تعداد نفرات و تعداد جنگ افزارها می‌باشد.
عملیات شناسایی به قدری در جنگ مهم است که قبل از هر عملیات، عملیات شناسایی لازم است.
عملیات شناسایی به وسیله جاسوسان، افسران دوره دیده این کار و امروزه توسط هواپیماها و ماهواره‌های جاسوسی انجام می‌شود و در عملیات‌های آبی توسط غواصان و زیر دریایی‌ها انجام می‌شود که معمولاً این زیردریایی‌ها رادار گریز هستند.